# ヒット曲映画化作品
ヒット曲映画化作品（ヒットきょくえいがかさくひん）は、ヒット曲を映画化した作品。歌詞の内容を反映した作品もあれば、ほとんどタイトルだけという作品もある。中には、ヒット曲からタイトルだけを借りてきて、ストーリーには別の原作があるものさえある（例：『帰らざる日々』。原作は中岡京平の『夏の栄光』）。
歌謡曲全盛期だった1950年代 - 1960年代の日本で「青春歌謡映画」と題されて多く製作された。

## 主なヒット曲映画化作品

### 日本作品
- 支那の夜（1940年）
- 悲しき口笛 (1949年)
- 江の島悲歌（エレジー） (1951年)
- 上を向いて歩こう (1961年)
- 銀座の恋の物語 (1962年)
- いつでも夢を (1963年)
- アカシアの雨がやむとき (1963年)
- 高校三年生 (1963年)
- 夜明けのうた (1965年)
- 明日は咲こう花咲こう (1965年)
- 涙にさよならを (1965年)
- 子守唄シリーズ
  - 浪曲子守唄 （1966年）
  - 続 浪曲子守唄 （1967年）
  - 出世子守唄 （1967年）
- 二人の銀座 (1967年)
- 夢は夜ひらく (1967年)
- 赤ちょうちん (1974年)
- 妹（1974年）
- 神田川（1974年）
- 狂った果実 (1981年)
- 俺ら東京さ行ぐだ（1985年）
- 部屋とYシャツと私 (1993年)
- スキヤキ（上を向いて歩こう）1995年
- ロード（1996年）
- なごり雪 (2002年)
- 精霊流し (2003年)
- サヨナラCOLOR (2005年)
- 涙そうそう (2006年)

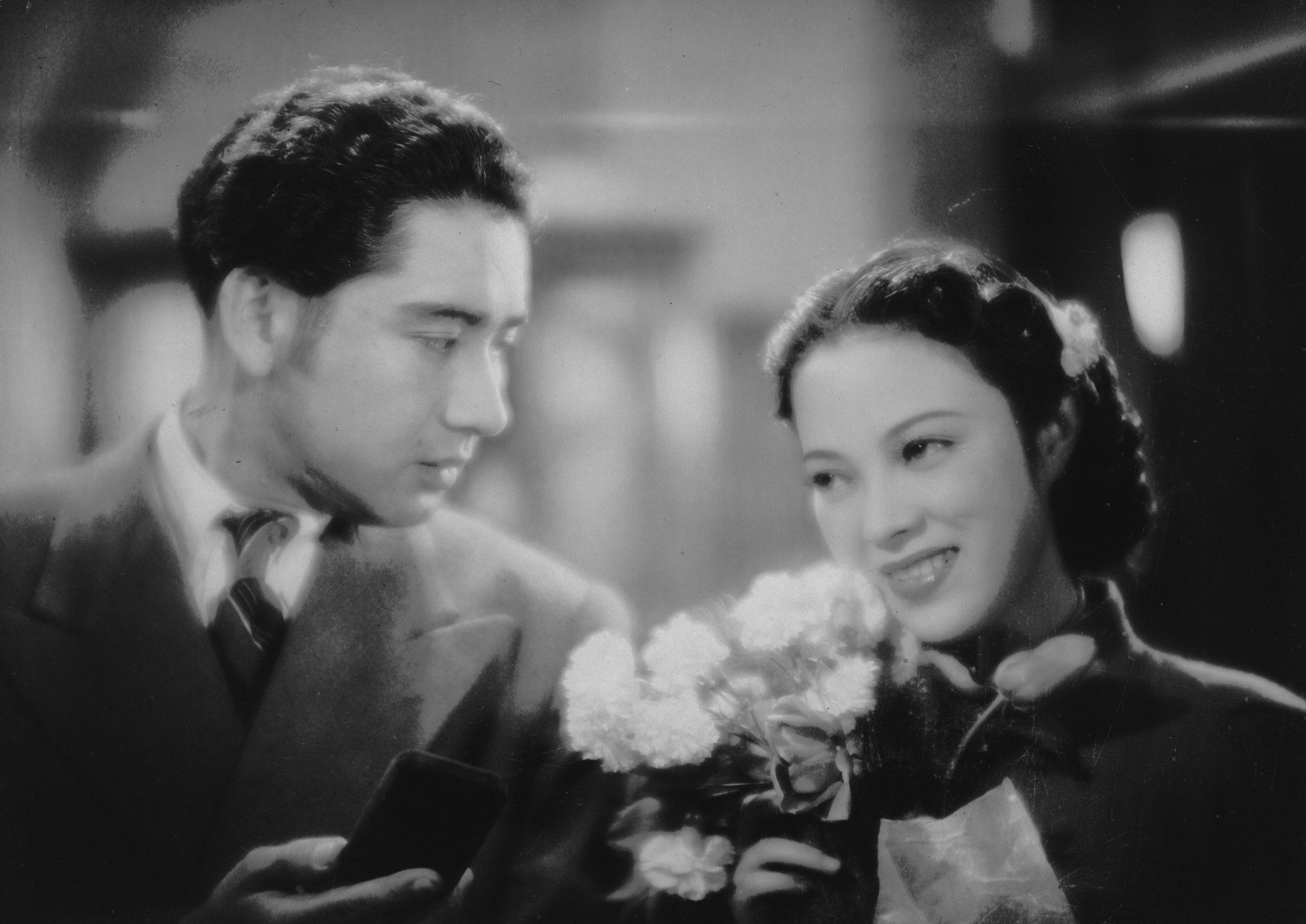
『支那の夜』（1940年）

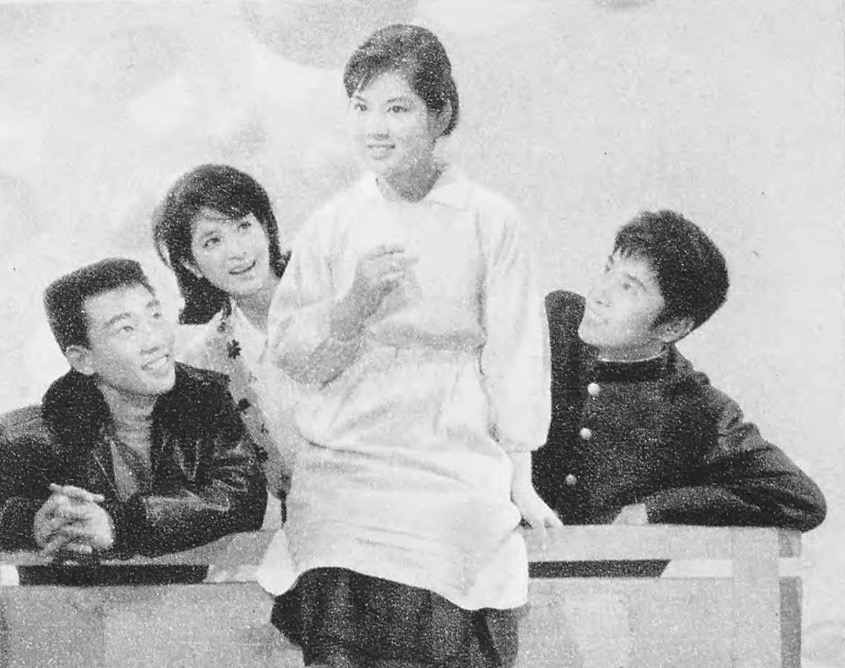
『いつでも夢を』（1963年）

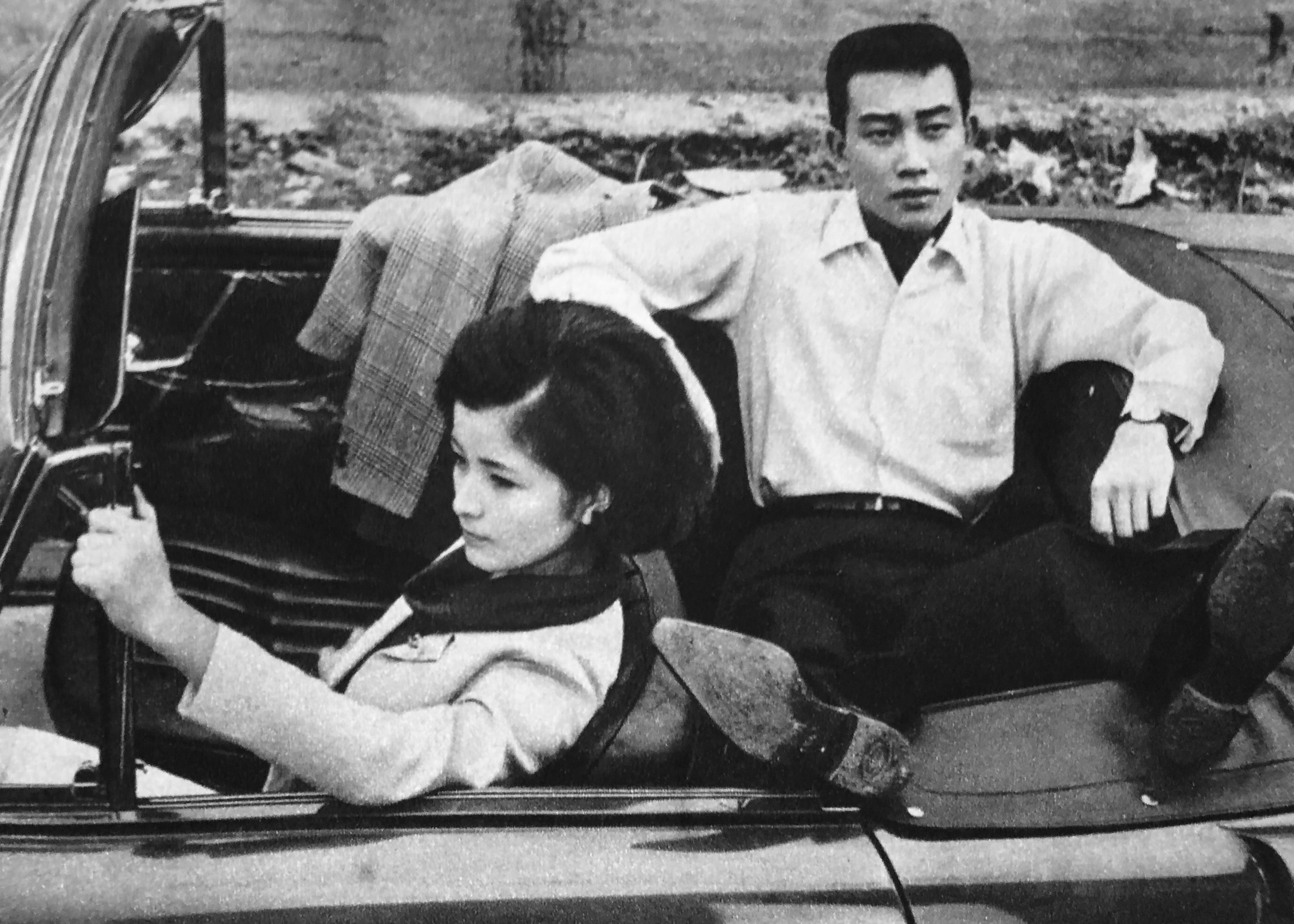
『涙にさよならを』（1965年）

- 22才の別れ Lycoris 葉見ず花見ず物語 (2007年)
- 歌謡曲だよ、人生は (2007年)
- 未来予想図 〜ア・イ・シ・テ・ルのサイン〜 (2007年)
- 結婚しようよ (2008年)
- ハナミズキ (2010年)
- 風に立つライオン (2015年)
- 脳漿炸裂ガール（2015年）
- 桜ノ雨（2016年）
- ずっと前から好きでした。～告白実行委員会～（2016年）
- キセキ -あの日のソビト-（2017年）
- 家に帰ると妻が必ず死んだふりをしています。（2018年）
- 雪の華（2019年）
- 小さな恋のうた(2019年）
- 糸（2020年）
- 大きな古時計 劇場版（2020年）
- 大きな玉ねぎの下で（2025年）

### 日本国外作品
- スタンド・バイ・ミー (1986年)
- プリティ・ウーマン (1990年)
- マイ・ガール (1991年)
- 男が女を愛する時 (1994年)
- ラスト・クリスマス (2019年)

## 関連書籍
- 藤井淑禎 『御三家歌謡映画の黄金時代 橋・舟木・西郷の「青春」と「あの頃」の日本』 平凡社〈平凡社新書〉、2001年11月 - ISBN 4-582-85117-7